# Ратуша Миннеаполиса
Ратуша Миннеаполиса и Суд округа Хеннепин (также известное как «Муниципальное здание») — главное здание, используемое администрацией города Миннеаполис совместно с администрацией округа Хеннепин в Миннесоте. Расположено в даунтауне Миннеаполиса по адресу Южная Пятая Стрит, дом 350 (англ. 350 South Fifth Street).
С момента постройки здание служило различным целям; сейчас оно занято городом на 60% и округом на 40%. Сейчас в здании размещается мэрия Миннеаполиса, некоторые службы администрации округа Хеннепин (основное здание администрации округа располагается через дорогу), городские полицейское и пожарное управление, а также арбитражный суд и тюрьма на 509 мест.
Здание также является туристической достопримечательностью Миннеаполиса. Ратуша находится в совместной собственности города и округа, непосредственное руководство осуществляет Муниципальная Строительная Комиссия. Комиссия состоит из председателя совета округа, мэра Миннеаполиса, одного из членов совета округа и одного из членов городского совета. Председатель совета округа является президентом комиссии, мэр — вице-президентом. Здание было добавлено в Национальный реестр исторических мест США в 1974 году.

## Строительство
Проект ратуши был выполнен миннеаполитанской фирмой «Long and Kees» в 1888 году. Здание заменило предыдущую ратушу, существовавшую с 1873 по 1912 рядом со старым пересечением Хеннепин Авеню и Николлет Авеню, а также предыдущее здание суда и тюрьму округа Хеннепин. Позже здание старой ратуши было снесено и на его месте устроен парк. Для освобождения места под строительство новой ратуши была снесена школа Вашингтона — первое школьное здание в Миннеаполисе на правом берегу Миссисипи.
Ратуша Миннеаполиса является примером неороманского стиля. Её дизайн основывается на здании суда округа Аллегейни (Питтсбург, Пенсильвания), спроетированном Генри Ричардсоном. 
Земляные работы начались в 1889 году, первый камень был положен в 1891. Официально здание строилось до 1909 года, хотя в целом было завершено уже к концу 1895. Вскоре после этого в свою часть здания (со стороны Четвертой Авеню) начала въезжать администрация округа, в то время как часть здания, предназначенная для администрации города (со стороны Третьей Авеню), оставалась незаселённой до 1906 года. Стоимость постройки составила 3 544 000 долларов, то есть 28 центов за кубический фут (10 долларов за кубометр).
Часы на башне ратуши являлись самыми большими часами в мире на тот момент. Размер их циферблата (23 фута 4 дюйма, чуть больше 7 метров) на четыре дюйма больше размеров циферблата часов на башне Биг-Бен. Высота башни с часами — 345 футов (103,9 метра), с 1906 до 1929 год ратуша была самым высоким зданием не только Миннеаполиса, но и всей Миннесоты. Также на башне установлено пятнадцать колоколов. Регулярно, по праздничным дням, пятницам и некоторым воскресеньям в теплое время года в полдень устраивается перезвон. Кроме того, по особым случаям для колоколов может составляться особая уникальная музыкальная программа. Так, в 2009 году в память о Майкле Джексоне в одну из пятниц колокола играли его песни «We Are the World», «Ben», «You Are Not Alone», «I’ll Be There» и «Gone Too Soon».
Первоначально на башне было десять колоколов, в первый раз они сыграли 10 марта 1896 года.
Здание построено из ортонвильского гранита, многие камни имеют вес более 20 тонн. Гранит первоначально шёл только на фундамент, надземная же часть планировалась кирпичной. Однако, горожане оценили внешний вид фундаментов настолько высоко, что по их требованию что всё здание было построено из гранита. Это стало причиной значительного перерасхода средств — изначально стоимость постройки оценивалась в 1 150 000 долларов.

## Современное состояние

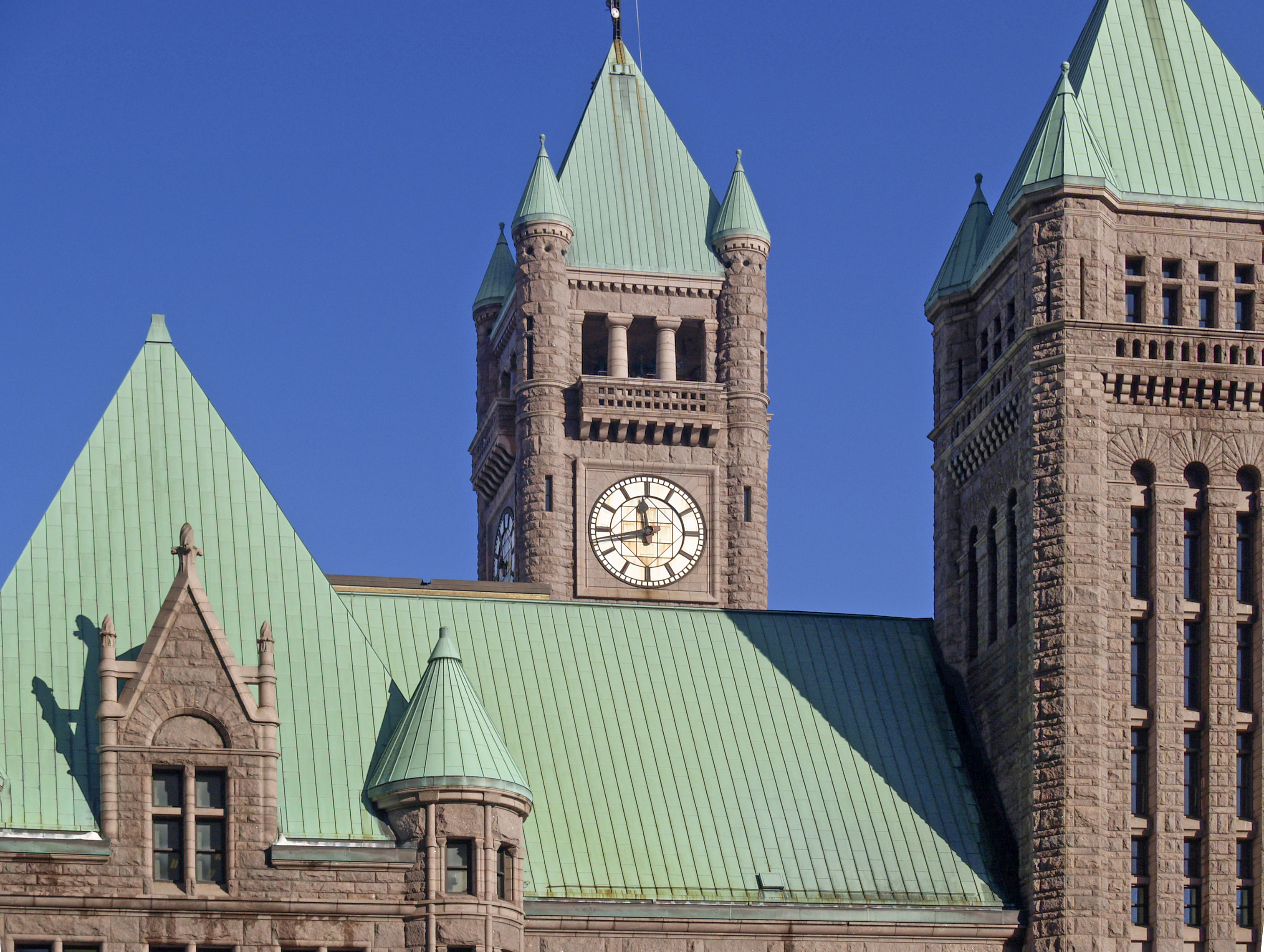
Крыша ратуши

В отличие от большинства зданий в центре Миннеаполиса, здание не оборудовано городскими надземными пешеходными переходами. Такие переходы оказали бы значительное негативное влияние на уникальный архитектурный облик ратуши. Поэтому для перехода улиц, окружающих здание, используются подземные переходы. Общедоступные тоннели под Пятой Стрит и Четвертой Стрит ведут в здание администрации округа и окружной суд соответственно. Кроме того, существуют тоннели с ограниченным доступом, ведущие в окружную тюрьму и здание администрации округа.
Напротив южного фасада ратуши располагается станция Government Plaza station Синей линии.
Внутри здания со стороны Четвёртой Стрит располагается большая пятиэтажная ротонда, а в ней — скульптура «Отец вод» американского скульптора Ларкина Голдсмида Мида. По легенде, потирание большого пальца ноги статуи приносит удачу. Скульптура была создана и установлена в здании в 1906 году.
Первоначально здание имело красную черепичную крышу, но она начала протекать и в 1950 году было установлено медное покрытие. Общим весом в 81,6 тонны, оно является крупнейшим в округе. Медь с тех пор приобрела характерный зелёный налёт.
В 1940-х к фасаду ратуши со стороны Третьей Стрит был пристроен мезонин (со стороны города), внутри двора был возведён пристрой (со стороны округа). В 1981 году в ходе реконструкции фасаду был возвращен исторический облик, а также была произведена перепланировка внутри здания: старая коридорная система с коридором по середине здания была заменена более современной, где коридор располагается вдоль одной из наружных стен, окнами во двор. Планы предусматривали также демонтаж пристроя, накрытие внутреннего двора куполом и перенос скульптуры «Отец вод» во двор под купол. Эти планы были отвергнуты, но некоторые их аспекты обсуждаются до сих пор.